# Frankie Valli
Francesco Stephen Castelluccio, conocido como Frankie Valli (Newark, Nueva Jersey, 3 de mayo de 1934), es un cantante y actor estadounidense, vocalista del grupo The Four Seasons, uno de los más destacados grupos musicales de la década de 1960. Es conocido por su poderosa voz inusual de Tenor, que también incursionó por la música disco de los años 70. Fue operado de una lesión en sus oídos, lo cual casi le originó sordera, por lo cual muchas de las canciones las cantaba basándose en el movimiento de labios de sus compañeros.[cita requerida]
Tuvo 29 éxitos en el Top 40 con The Four Seasons, un éxito Top 40 de The Four Seasons con el alías de "The Wonder Who?" y nueve Top 40 como cantante en solitario. Como miembro de The Four Seasons, tuvo varios hits número uno: "Sherry" (1962), "Big Girls Don't Cry" ("Las niñas grandes no lloran") (1962), "Walk Like a Man" (Camina como hombre) (1963), "Rag Doll" (Muñeca de trapo) (1964) y "December, 1963, Oh, What a Night (Diciembre de 1963, qué noche) (1975). Valli grabó la canción "Can't Take My Eyes Off You" (No puedo dejar de verte), que llegó al número 2 en 1967. "You're Ready Now", grabada solo por Frankie Valli, fue un éxito sorpresivo en la Gran Bretaña como parte de la escena noroeste del soul, y fue el éxito número once de las listas británicas del pop en 1970. Como cantante solista, tuvo un número uno con la canción "My Eyes Adored You" (Mis ojos te adoraban) en 1975 y "Grease" (Vaselina) en 1978, de la pista sonora de la película del mismo nombre, que fuera una de las más taquilleras en esa temporada.[cita requerida]
Valli, Tommy DeVito, Nick Massi y Bob Gaudio, los miembros originales de The Four Seasons, fueron elegidos para el Salón de la Fama del Rock and Roll, en 1990, y al Salón de la Fama de Grupo Vocal, en 1999.

## Biografía
Valli fue el mayor de tres hermanos de una familia italiana en First Ward of Newark, New Jersey. Su padre, Anthony Castellucio, fue un peluquero y diseñador de pantalla para los modelos de trenes Lionel. Su madre, Mary Rinaldi, era ama de casa y empleada de una compañía cervecera. La inspiración para ser cantante le llegó a la edad de siete años, después de que fue con su madre a ver al joven Frank Sinatra, en el Paramount Theater en New York City. Su primera maestra fue la cantante "Texas" Jean Valli, de quien tomaría su nombre. Hasta que pudo sostenerse con la música, trabajó como peluquero.[cita requerida]
El año de nacimiento de Valli siempre ha originado preguntas. Valli nunca respondió esta pregunta hasta el 2007 en Official Frankie Valli Site, expuesta por su sello de grabación, Universal Records. Mucha de la publicidad oficial previa de su carrera, mencionaba alrededor de 1937 como el año de nacimiento. Otras fuentes, como Bear Family Records liberaba, titulado como "The Four Lovers" (BCD 15424) o bien como en 1965 como ficha policial valorizable a través de la pistola humeante, todos identificaron como su año de nacimiento 1934.[cita requerida]

## Carrera musical

### 1950s-1960s
Valli inició su carrera musical como cantante en 1951 con el Variety Trio (Nickie DeVito, Tommy DeVito y Nick Macioci). Valli deseaba cantar en público desde su inicio, cuando escuchó cantar a Valli, el grupo le ofreció una invitación cuando ellos se presentaran. A fines de 1952, Variety Trio se desbandó, y Valli, solo con Tommy DeVito, formaron parte de una banda local The Strand (La cadena) en Nuevo Brunswick, Nueva Jersey. Por su parte, Valli tocaba el bajo y cantaba.
Tuvo su primer hit con "My Mother's Eyes" (Los ojos de mi madre), en 1953 como "Frankie Valley", una variación del nombre adoptado de "Texas" Jean Valli, su cantante femenina favorita. Alrededor de ese tiempo, Valli y Tommy DeVito dejaron la banda de The Strand y formaron The Variatones con Hank Majewski, Frank Cattone y Billy Thompson. En 1956, como parte de una audición de una cantante femenina, el grupo impresionó al productor Peter Paul de New York, quién los audicionó con RCA Victor una semana después.

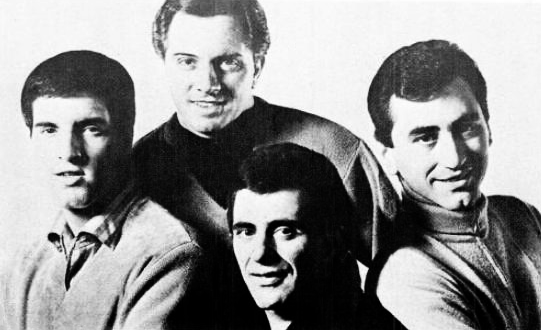
Valli y sus compañeros de The Four Seasons en la portada de un disco de 1966.

Renombrado The Four Lovers, el grupo grabó varios sencillos y un álbum de pistas. Tuvieron un éxito menor con "You're the Apple of My Eye" (Tú eres la niña de mis ojos), en 1956. Nickie DeVito y Hank Majewski dejaron el grupo y fueron sustituidos por Nick Macioci (ahora Nick Massi) y Hugh Garrity. Massi entraba y salía del grupo y ocasionalmente Charles Calello se unía a ellos. El grupo continuó presentándose hasta 1959, cuando Bob Gaudio llegó como miembro. Después de algunos cambios, el grupo se renombró "The Four Seasons" (Las cuatro estaciones) después de un coctel en el que habían audicionado en un gran boliche suburbano en 1960.
Como el cantante principal de The Four Seasons, Valli tuvo una racha de éxitos iniciando con "Sherry", número uno en 1962 de acuerdo a la lista de Billboard. Su autor Bob Gaudio la escribió en 15 minutos con el nombre de Jackie Baby (en honor a la primera dama Jacqueline Kennedy) pero posteriormente se menciona la inspiración de "Hey Baby" de Bruce Channel, aunque años después en 1967, su autor diría que se inspiró en el nombre de la hija de su mejor amigo Jack Spector que se llamaba Sherry. Finalmente como nota de este período de su carrera con The Four Seasons, el bajista y arreglista vocal del grupo Nick Massi fue sustituido en 1965 por Charlie Calello, arreglista instrumental del grupo por un corto tiempo, siendo posteriormente sustituido por Joseph LaBracio, quien usaba el seudónimo de Joe Long.
Durante la década de 1960, Gaudio y su compañero compositor, el productor Bob Crewe, trabajaron con Valli realizando varias grabaciones con diferentes grados de éxito. Este concepto de una grabación mayor para un artista en solitario, sin oposición de los miembros de su grupo, es muy rara en el mundo de rock/pop (Buddy Holly and The Crickets sería la otra excepción) y dieron la aprobación de otros grupos y miembros de otros grupos para seguir este tipo de camino. El potencial dominio de las listas con el grupo o con grabaciones en solitario fue grande, y Valli, Gaudio y Crewe ocasionalmente tuvieron la ocasión para grandes presentaciones y hits comerciales. Valli fue el artista original en grabar la composición de Gaudio-Crewe "The Sun Ain´t Gonna Shine (Anymore)" (El sol no va a brillar más), una melodía que tenía notas copiadas y cercanas de una melodía grabada por The Walker Brothers, un grupo estadounidense residente en Inglaterra. La versión de The Walker Brothers fue un gran acontecimiento. Valli continuó grabando melodías en solitario, hasta que finalmente tuvo un gran éxito con el lanzamiento de «Can't Take My Eyes Off You» («No puedo dejar de verte»), la cual llegó al número dos de la lista de Billboard en 1967 y ha sido ampliamente grabada por muchos otros artistas y en varios idiomas.
El álbum debut en solitario de Valli fue un colección de varios sencillos y pocas nuevas grabaciones. Antes de que Valli lanzara su segundo álbum, un lanzó un sencillo en julio de 1967 con el lado A "I Make a Fool Myself" (Quedé como un tonto), una grabación que llegó a la lista en el número 18, "Timeless" (Eterno), el segundo álbum de Valli fue más coherente y tomó más tiempo en su grabación. "Timeless" contiene un hit top 40, "To Give (The Reason I Live)" (Dame la razón para que viva).
Valli finalizó los sesenta con una racha de éxitos que fueron incluidos en el álbum Valli/Four Seasons "Half & Half" (Mitad y mitad) en donde se incluían varios sencillos. El único hit que surgió en este tiempo fue la grabación de "The Girls I'll Never Know (Angels Never Fly This Lowe)" (Las chicas nunca sabrán (Que los ángeles nunca vuelan tan abajo)" llegando al número 52.

### 1970-1982
"You Ready Now" (Estás lista ahora), fue una grabación como solista de Valli de 1966, siendo un hit sorpresivo en el Reino Unido como parte de la escena del soul del Noreste y hit número once en las listas del Reino Unido en diciembre de 1970. 
En 1975, su sencillo "My Eyes Adored You" fue un hit número uno en la lista de Billboard Hot 100. En ese mismo año también tuvo otro hit que llegó al número 6 en la lista de Billboard, cargado de sonido disco "Swearin' to God" (Juramento divino), mientras que en las listas del Reino Unido surgía un gran éxito con "Fallen Angel" (Ángel caído), escrita por Guy Fletcher y Doug Flett y producida por Bob Gaudio. Valli estuvo en las listas del Reino Unido al mismo tiempo junto con "The Four Seasons" con "Silver Star" (Estrella plateada) en el cual Valli no aparece como líder. Pero en agosto de 1975, llegó al número 2 de la lista de Billboard Hot 100 en compañía de The Four Seasons, con la canción "Who loves you" (Quién te ama),"Our Day Will Come" (Nuestro día vendrá), que sería otro hit. "December 1963 (Oh, What a Night)" sería un número uno acompañando a The Four Seasons y "Silver Star" de finales de 1975 y principios de 1976, en plena era disco.
En 1976, Valli realizó el cover de la canción de The Beatles "A Day in the Life" (Un día en la vida), para el documental "All This and World War II" (Todo esto y la Segunda Guerra Mundial).
En 1978, cantó la canción de la película "Grease" (Vaselina), una canción escrita por Barry Gibb de los "Bee Gees", que sería un hit número uno. Tuvo otros dos éxitos en las listas el año siguiente, "Save Me, Save Me" (Sálvame, sálvame), en noviembre de 1978, cuando entró a las listas del Billboard como música suave, y con "Fancy Dancer" (Bailarín de lujo) en enero de 1979, con el cual entró a las listas pop.
Valli empezó a sufrir de otoesclerosis en 1967, lo que le forzó a "cantar de memoria" en la última parte de los años setenta. La cirugía se efectuó en Los Ángeles por el especialista en oído Víctor Goodhill recuperando mucho de su audición para 1980.
En 1992, un nuevo álbum de The Four Seasons fue lanzado con el título "Hope and Glory" (Esperanza y Gloria).

### Desde el 2000
En 2005, el musical "Jersey Boys" (Muchachos de Jersey) se presentó en Broadway. Presentaban muchos de los éxitos de Frankie Valli y The Four Seasons. Se presentaba una narración biográfica desde los cuatro puntos de vista por cada miembro de The Four Seasons (Tommy DeVito, Frankie Valli, Nick Massi y Bob Gaudio). El musical presentaba varios incidentes de la vida real de Frankie Valli, incluyendo el alejamiento de su hija Francine, quién murió en 1980. El show fue ampliamente visto y aclamado, financieramente fue un éxito y ganó seis Tony Awards. El musical fue representado por otras compañías alrededor del mundo, así como versiones en París y en Las Vegas. Este musical fue adaptado en una película en el 2014 con el mismo nombre y dirigida por Clint Eastwood, protagonizada por tres de los miembros originales del show de Broadway: John Lloyd Young, Michael Lomenda y Erich Bergen. Vincent Piazza entró en juego y Tommy DeVito en la película nunca tomó parte en la etapa musical del show.
En octubre de 2007, Valli lanzó "Romahcing the '60s (Romances de los 60's) un álbum que contenía covers de sus canciones favoritas de los 60's dos de las cuales -"Sunny" (Soleado) y "And Day Now" (Y los días ahora)- las había grabado previamente.
En octubre de 2010, la versión en dueto de "The Biggest Part of Me" (La mayor parte de mí) con Juice Newton fue lanzada en el álbum de Newton: "Duets: Friends & Memories" (Duetos: amigos y recuerdos).
El 19 de octubre de 2012, Valli hizo en Broadway su debut con un concierto de fin de semana en Broadway Theatre en Nueva York.

## Carrera como actor
Frankie Valli ha realizado durante su vida pequeñas aportaciones en cine y televisión en películas como: Dirty Laundry, Opposite Corners y Witness to the Mob y series como Miami Vice. Aunque su mayor aportación de su pequeña carrera ha sido en el papel de Rusty Millio en la quinta y sexta temporada en HBO de Los Soprano. Actualmente está preparando la película I Fought the Law.
Valli apareció como invitado especial (como él mismo) durante la Temporada 8 de "Full House" en el episodio "DJ's Choice". Apareció en la película del 2004 "And So It Goes" (Y así continúa).
El 21 de noviembre de 2014, apareció en el episodio de Hawái 5-0 titulado "Ka Hana malu (inside Job), donde Valli interpretaba a Leonard Cassano, un misterioso licenciado que fue contratado para caracterizar a Carol Burnett, Aunt Deb.

## Vida personal
Valli ha estado casado tres veces. Su primera esposa fue Mary Mendel, que ya tenía una hija de dos años, con la que se casó a principios de sus veintitantos. Tuvieron dos hijos después y se divorciaron 13 años después, en 1971. Se casó posteriormente con Mary Ann Hannagan en 1974 y ese matrimonio finalizó a los 8 años. En 1984 se casó con Randy Clohessy, ella con un hijo de 26 años. La pareja tuvo tres hijos y se separó en 2004. En 1980 su hijastra Celia falleció al tratar de escapar de un incendio y seis meses más tarde, una sobredosis de medicamentos se cobró la vida de su hija más joven, Francine.[cita requerida]
Valli ha apoyado causas relacionadas con la herencia cultural, particularmente con la National Italian American Foundation (NIAF). En el 2006 recibió el NIAF Lifetime Achievement Award en el Aniversario de Gala de la fundación. En el 2008, NIAF presentó una beca con el nombre del músico italoestadounidense para estudiantes de la fundación East Coast Gala.[cita requerida]
En mayo de 2012, Valli recibió la Ellis Island Medal of Honor por su cooperación en causas humanitarias.[cita requerida]

## Discografía
Muchas de las grabaciones de Valli en solitario fueron grabadas antes de 1975, con la participación de uno o más componentes de The Four Seasons.
- 06/1967: The Four Seasons Present frankie valli solo - Philips PHS 600-247
- 07/1968: Timeless - Philips PHS 600-274
- 04/1970: Half & Half - Philips PHS 600-341 (6 tracks de Frankie Valli; 6 tracks de The Four Seasons)
- 05/1972: Chameleon - MoWest MW108L (2 tracks de Frankie Valli; 7 tracks de The Four Seasons)
- 02/1975: Closeup - Private Stock PS 2000
- 09/1975: Inside You - Motown M6-852S1 (8 tracks de Frankie Valli; 1 track de The Four Seasons)
- 11/1975: Our Day Will Come - Private Stock PS 2006
- 12/1975: Valli Gold - Private Stock PS 2001
- 09/1976: Valli - Private Stock PS 2017
- 11/1977: Lady Put the Light Out - Private Stock PS 7002
- 04/1978: Frankie Valli Hits - Private Stock PS 7012
- 08/1978: Frankie Valli... is the word - Warner Bros/Curb BS 3233
- 12/1979: Very Best Of Frankie Valli - MCA 3198
- 08/1980 Superstar Series Volume 4 - Motown M5-104V1 (5 tracks de Frankie Valli; 4 tracks de The Four Seasons)
- 11/1980: Heaven Above Me - MCA/Curb 5134
- xx/1988: Frankie Valli and The Four Seasons 25th Anniversary Collection - Rhino Records Inc RNRD 72998-2 (12 tracks de Frankie Valli; 42 tracks de The Four Seasons o The Wonder Who?)
- xx/1990: Frankie Valli & The Four Seasons volume 2 rarities - Rhino Records Inc R2 70924 (2 tracks de Frankie Valli; 16 tracks de The Four Seasons)
- xx/1994: Frankie Valli Solo Timeless' 2LP on 1 CD + Bonus Tracks' - ACE Records Ltd CDCHD 538
- xx/1996: The Four Seasons Frankie Valli 'Half & Half Plus 6 Bonus Tracks - ACE Records Ltd CDCHD 635 (8 tracks de Frankie Valli; 8 tracks de The Four Seasons)
- 07/1996: Frankie Valli 'Greatest Hits - Curb Records D2-77714
- 05/2001: In Season the The Frankie Valli & The Four Seasons Anthology - Rhino/Warner Special Products R2 74266 OPCD-5508 (14 tracks de Frankie Valli; 37 tracks de The Four Seasons o The Wonder Who?)
- 06/2007: ...Jersey Beat... The Music Of Frankie Valli & 'The Four Seasons '- Rhino R2 74852 3 CD + 1 DVD (13 tracks de Frankie Valli; 63 tracks de The Four Seasons o The Wonder Who?) (DVD contains two solo performances by Frankie Valli and ten group performances by The Four Seasons)
- 10/2007: Romancing The '60s - cherry entertainment/universalmotown B0009908-02
- 04/2008: The Four Seasons Present frankie valli solo - Timeless - collector's choice Music CCM-927
- 04/2008: Closeup - Valli - collector's choice Music CCM-928 (este CD contiene una versión más larga de "Swearin' To God" que la original el álbum de 02/1975.)
- 04/2008: Our Day Will Come - Lady Put the Light Out - collector's choice Music CCM-929
- 04/2008: Frankie Valli Is the Word - Heaven Above Me - collector's choice Music CCM-930
- 05/2008: Frankie Valli and The Four Seasons: The Motown Years - Hip-O Select.com Motown A Universal Music Company B0010777-02 2 CD (14 tracks de Frankie Valli; 13 tracks de The Four Seasons)